# Castello di Bernstein
Il castello di Bernstein (in tedesco Burg Bernstein, in ungherese Borostyánkő vára) è una struttura difensiva situata a Bernstein, piccola cittadina un tempo appartenente al regno d'Ungheria, ora nel Burgenland (Austria), menzionato per la prima volta nel XII secolo.

Il maniero deve la sua notorietà al fantasma della dama bianca che vi apparirebbe dal 1859 ad oggi per annunciare infausti eventi.

## Storia
Nell'860 l'intera regione faceva parte del principato arcivescovile di Salisburgo. Erimberto, un funzionario della diocesi, donò una terra presso il fiume Pinka, in Stiria, a un Giacomo. Questi fondò un villaggio e lo chiamò Rettembach ed ancora non era menzionato in nessuna carta, ma l'antico nome sloveno del vicino paese Grodnau (ovvero il borgo appartenente al castello) è il segno dell'esistenza, nei dintorni, di un fortilizio, identificabile con Bernstein. Il castello fu eretto su un colle alto 615 metri.
Dal 1199 la fortezza sottostava alla sovranità del re Emerico d'Ungheria (1196-1204). Non era ancora conosciuto quando, poi, ne divenne proprietario il duca d'Austria Federico II il Bellicoso (1230-1246). Questi lo tenne per poco tempo, perché, nel 1236, fu occupato dal re d'Ungheria Béla IV il Grande (1235-1270). Alcuni anni dopo, nel 1260, il sovrano lo assegnò al conte Enrico II di Güssing.
Nel 1336 i feudatari di Güssing e Bernstein furono sconfitti dal monarca ungherese Carlo Roberto d'Angiò (1309-1342) e il castello con il feudo furono incorporati nel suo regno. Nel 1388 la regina Maria d'Angiò concesse l'investitura della rocca alla famiglia Kanizsai. Nel 1482 ritornò per un breve periodo alla corona magiara con Mattia Corvino (1458-1490): cinque anni dopo l'imperatore Federico III d'Asburgo (1452-1493) lo attribuì ad Hans von Kőnigsberg.
Nel 1529 l'esercito ottomano, per ordine del sultano Solimano il Magnifico (1520-1566), assediò la cittadella senza riuscire ad occuparla: i turchi dovettere subire il medesimo fallimento pure nel 1532. Dopo tali eventi, per fini precauzionali e difensivi, fu realizzata una cinta di bastioni in modo che il maniero potesse essere utilizzato come rifugio dai residenti del feudo.
Nel 1604 il castello di Bernstein fu invano asserragliato per settimane da un esercito composto da turchi, ungheresi e tatari, guidato da István Bocskai, principe di Transilvania (1606). A causa di un'esplosione del ripostiglio della polvere da sparo, nel 1617 Ludwig Königsberg ordinò la ricostruzione della parte interna gotica del fortilizio secondo lo stile barocco. Il keep e i torrioni furono eliminati. Pochi anni dopo, nel 1644, Ehrenreich Christoph Königsberg concesse la sovranità e il maniero al conte Ádám Batthyány. Nel 1864, infine, il suo discendente Gustav accordò la proprietà al suo fattore Edward O'Egan che poco dopo la vendette a Eduard von Almásy, la cui casata ancora oggi la detiene.

### La "dama bianca"
Lo spirito di una dama bianca, vittima in vita di un dramma d'amore, si manifesta dal 1859 ad oggi nelle sale della rocca. Lo scrittore Benedikt Grabinski nel suo Infestazioni e apparizioni di fantasmi dice della nobildonna: «Nel XV secolo il signore del castello di Bernstein era Lorentz von Ujlak, ricco discendente dell'aristocratica casata ungherese. Si dice che la dama bianca fosse sua moglie, protagonista di una tragedia di famiglia: Giovanna de' Frescobaldi, sposata nel 1485, facente parte dell'agiata famiglia fiorentina, ancora oggi fiorente. La storia racconta che il marito l'avesse sorpresa un giorno con il suo amante, un italiano amico d'infanzia. Il consorte lo pugnalò e ne gettò il corpo nel pozzo del castello. Da quel momento si persero le tracce della donna con la quale aveva vissuto solo tre anni senza avere eredi».
Il fatto si verificò, dunque, durante il regno del sovrano d'Ungheria Mattia Corvino. La dama bianca comparirebbe per avvertire i von Almásy del possibile verificarsi di dolorosi avvenimenti per la famiglia. Esistono molte testimonianze di chi l'avrebbe vista con un'espressione molto triste (anche mentre saliva le scale) e, addirittura, fotografata: l'immagine è risultata autentica, non manomessa.